# Sean Collins
Sean P. Collins (* 30. října 1983 Troy, Michigan) je bývalý americký hokejový obránce.

## Hráčská kariéra
Svou juniorskou kariéru zahájil v ročníku 2000/2001 za klub Cleveland Barons hrající v lize North American Hockey League. V klubu působil do konce sezóny 2001/2002. Poté přestoupil do týmu Sioux City Musketeers (USHL), kde odehrál jeden ročník. Poslední štaci v juniorské lize sehrál za klub Ohio State University v období 2003–2007.
Dne 19. března 2007 podepsal smlouvu jako volný hráč s klubem Washington Capitals, ale debut v seniorském hokeji zaznamenal na jejich farmě v Hershey Bears (AHL), za klub stihl odehrát v sezóně 2006/07 tři zápasy. Následující sezónu hrával častěji na druhé farmě Capitals v South Carolina Stingrays (ECHL), kde odehrál celkem s playoff 51 zápasů v Hershey Bears 12 zápasů.
V sezóně 2008/09 se dostal do základní sestavy Hershey Bears a nastupuje pravidelně za klub, v ročnících 2008/09 a 2009/10 pomohl vyhrát Calder Cup. Dne 6. prosince 2008 byl povolán do hlavního týmu Washington Capitals na zápas proti Toronto Maple Leafs, což bylo pro něho debut v National Hockey League. Za Capitals sehrál v sezóně celkem 15 zápasů a rovněž zaznamenal první body v lize NHL. Sezónu 2009/10 hrával jenom na farmě v Hershey Bears. V následující sezóně 2010/11 opět hrával převážně za klub Hershey Bears, za hlavní tým Capitals odehrál čtyři zápasy v základní části, kde zaznamenal jednu branku a jeden zápas odehrál v playoff.

## Ocenění a úspěchy
- 2007 CCHA - Druhý All-Star Tým
- 2011 AHL - Nejlepší hráč v pobytu na ledě +/-

## Prvenství
- Debut v NHL - 6. prosince 2008 (Toronto Maple Leafs proti Washington Capitals)
- První asistence v NHL - 23. prosince 2008 (New York Rangers proti Washington Capitals)
- První gól v NHL - 6. dubna 2011 (Washington Capitals proti Florida Panthers, americkému brankáři Scott Clemmensen)

## Klubové statistiky
| Sezóna        | Klub                     | Soutěž        |     | Základní část | Základní část | Základní část | Základní část | Základní část |   | Play off | Play off | Play off | Play off | Play off |
| Sezóna        | Klub                     | Soutěž        | Z   | G             | A             | B             | TM            | Z             | G | A        | B        | TM       |          |          |
| 2000/2001     | Cleveland Barons         | NAHL          | 55  | 0             | 10            | 10            | 30            | —             | — | —        | —        | —        |          |          |
| 2001/2002     | Cleveland Barons         | NAHL          | 56  | 5             | 23            | 28            | 54            | —             | — | —        | —        | —        |          |          |
| 2002/2003     | Sioux City Musketeers    | USHL          | 59  | 6             | 22            | 28            | 89            | 4             | 1 | 0        | 1        | 0        |          |          |
| 2003/2004     | Ohio State University    | NCAA          | 41  | 3             | 12            | 15            | 57            | —             | — | —        | —        | —        |          |          |
| 2004/2005     | Ohio State University    | NCAA          | 40  | 9             | 17            | 26            | 40            | —             | — | —        | —        | —        |          |          |
| 2005/2006     | Ohio State University    | NCAA          | 39  | 7             | 11            | 18            | 63            | —             | — | —        | —        | —        |          |          |
| 2006/2007     | Ohio State University    | NCAA          | 37  | 9             | 19            | 28            | 50            | —             | — | —        | —        | —        |          |          |
| 2006/2007     | Hershey Bears            | AHL           | 3   | 0             | 0             | 0             | 2             | —             | — | —        | —        | —        |          |          |
| 2007/2008     | Hershey Bears            | AHL           | 12  | 0             | 0             | 0             | 11            | —             | — | —        | —        | —        |          |          |
| 2007/2008     | South Carolina Stingrays | ECHL          | 31  | 1             | 13            | 14            | 16            | 20            | 1 | 8        | 9        | 24       |          |          |
| 2008/2009     | Hershey Bears            | AHL           | 38  | 1             | 7             | 8             | 38            | 6             | 0 | 2        | 2        | 2        |          |          |
| 2008/2009     | Washington Capitals      | NHL           | 15  | 1             | 1             | 2             | 12            | —             | — | —        | —        | —        |          |          |
| 2009/2010     | Hershey Bears            | AHL           | 63  | 1             | 17            | 18            | 55            | 15            | 1 | 2        | 3        | 16       |          |          |
| 2010/2011     | Hershey Bears            | AHL           | 73  | 4             | 16            | 20            | 78            | —             | — | —        | —        | —        |          |          |
| 2010/2011     | Washington Capitals      | NHL           | 4   | 1             | 0             | 1             | 0             | 1             | 0 | 0        | 0        | 0        |          |          |
| 2011/2012     | Hershey Bears            | AHL           | 65  | 2             | 8             | 10            | 45            | 5             | 0 | 0        | 0        | 4        |          |          |
| 2011/2012     | Washington Capitals      | NHL           | 2   | 0             | 0             | 0             | 0             | —             | — | —        | —        | —        |          |          |
| 2012/2013     | Connecticut Whale        | AHL           | 76  | 0             | 13            | 13            | 46            | —             | — | —        | —        | —        |          |          |
| Celkem v NHL  | Celkem v NHL             | Celkem v NHL  | 21  | 2             | 1             | 3             | 12            | 1             | 0 | 0        | 0        | 0        |          |          |
| Celkem v AHL  | Celkem v AHL             | Celkem v AHL  | 330 | 8             | 61            | 69            | 275           | 26            | 1 | 4        | 5        | 22       |          |          |
| Celkem v NCAA | Celkem v NCAA            | Celkem v NCAA | 157 | 28            | 59            | 87            | 210           | —             | — | —        | —        | —        |          |          |
| Celkem v NAHL | Celkem v NAHL            | Celkem v NAHL | 111 | 5             | 33            | 38            | 84            | —             | — | —        | —        | —        |          |          |